# Коммодіан
Коммодіа́н (1-а пол III ст. н. е.) — один з перших латинських християнських поетів Римської імперії, діяч християнської церкви.

## Життєпис
Народився у місті Газа (Палестина). Про родину та молоді роки Коммодіана нічого невідомо. Він спочатку був поганином, згодом прийняв християнство. після цього під час гонінь переїхав до Північної Африки, деякий час мешкав у Карфагені, а з часом став єпископом. Втім стосовно дати та місця смерті Коммодіана немає відомостей.

## Творчість
Складати вірші Коммодіана почав вже будучи єпископом. З усього доробку дотепер збереглося лише 2 збірки — «Instructiones adversus gentium deos» (з 80 віршів) та «Carmen apologeticum adversus Judaeos et gentes». Основною темою цих творів була полеміка з поганами, де Коммадіан доводив нездатність поганської віри, значущість християнства. Тут є поради юдеям та поганам приймати християнську віру. Обидва віршовані твори Коммодіана написані невірним гекзаметром. А «Instructiones adversus gentium deos» складені у вигляди акровіша. У цих творах з одного боку помітний вплив творчості попередніх поетів — Горація, Вергілія, Лукреція, з іншого — відбиваються зміни у латині, перехід її до італійської мови.